# Friedrich Maassen

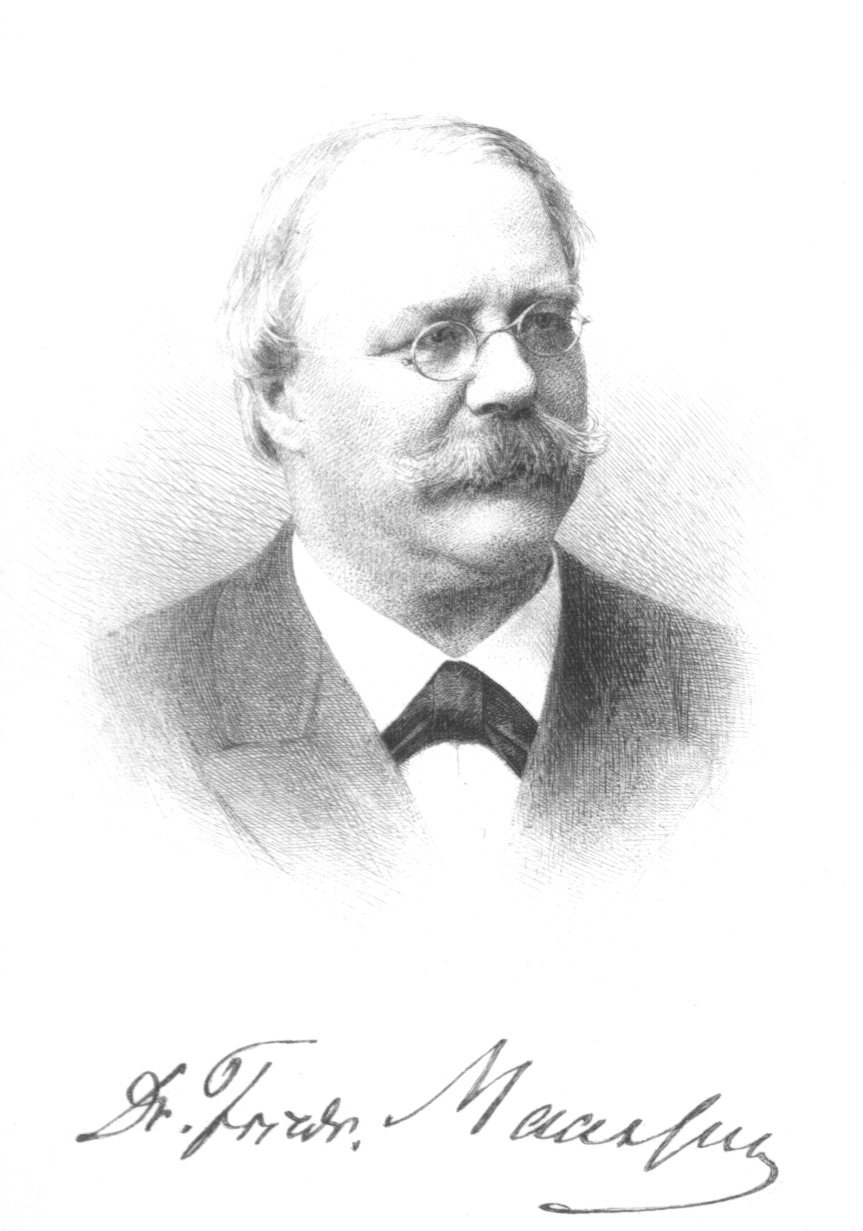
Friedrich Maassen

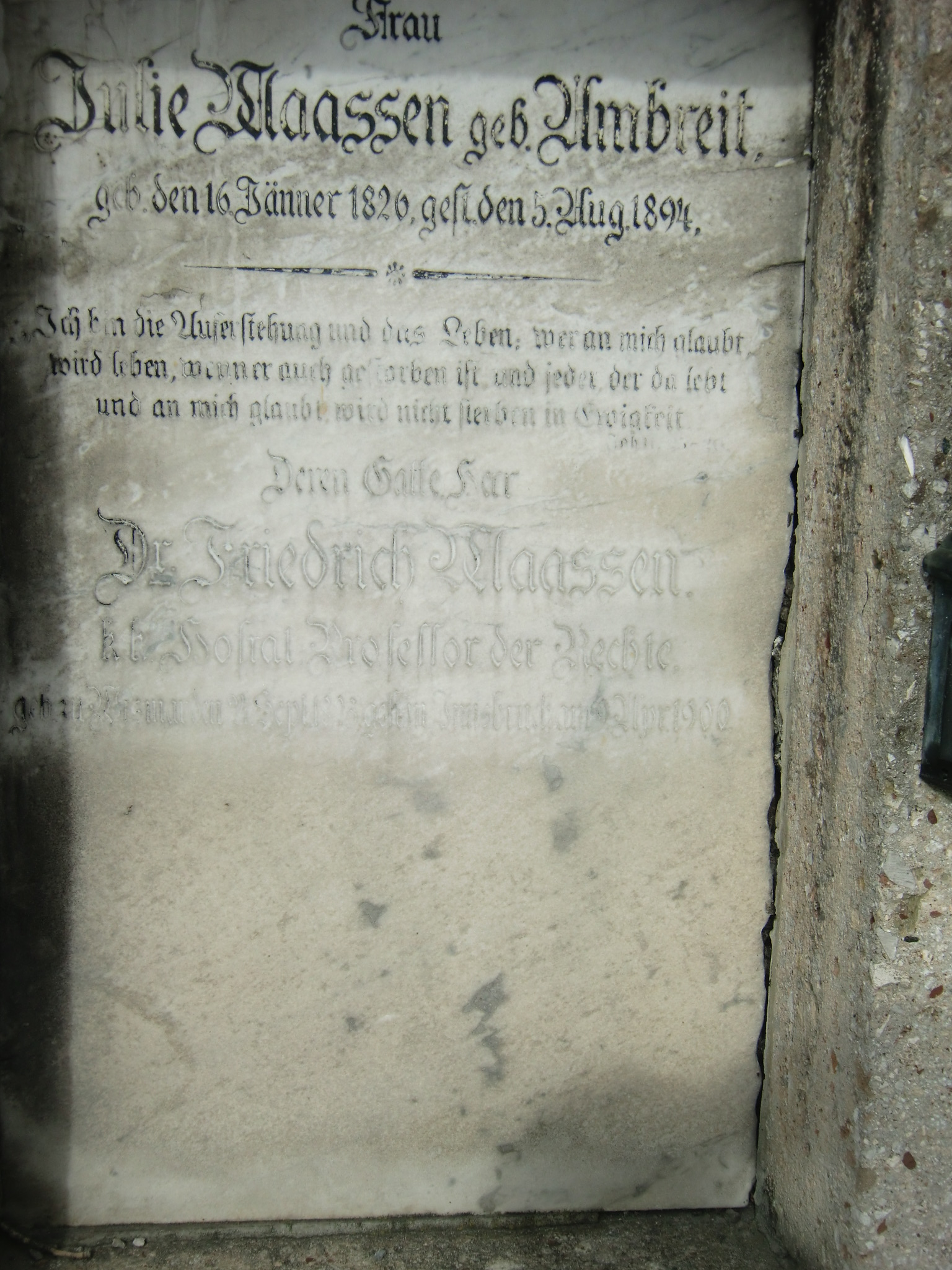
Grabstätte der Familie Maassen am Wiltener Friedhof

Friedrich Bernhard Christian Maassen, auch Maaßen (* 24. September 1823 in Wismar; † 9. April 1900 in Wilten, Tirol) war ein deutsch-österreichischer Rechtsprofessor und Publizist.
Friedrich Maassen studierte Geschichte und Jura in Jena, Berlin, Kiel und ab 1845 in Rostock. Während seines Studiums wurde er 1841 Mitglied der Fürstenkeller-Burschenschaft und 1842/43 der Burgkeller-Burschenschaft in Jena. Er praktizierte als Advokat und wurde Syndicus der Mecklenburgischen Ritterschaft. Zusammen mit Franz Chassot von Florencourt gründete er 1849 die anti-revolutionäre Zeitschrift Norddeutscher Correspondent. 1851 konvertierte er gemeinsam mit Franz Chassot von Florencourt, Karl von Vogelsang und Emil von Bülow vom Protestantismus zur katholischen Kirche und übersiedelte nach Bonn. 1853 verfasste er im Rahmen seiner Lehrtätigkeit in Bonn das Werk Der Primat des Bischofs von Rom und die alten Patriarchalkirchen. 
Im Jahr 1855 wurde er als außerordentlicher Professor des Römischen Rechtes an die Universität Pest berufen, im selben Jahr noch an die Universität Innsbruck. 1860 wurde er ordentlicher Professor für Römisches und Kirchenrecht an der Universität Graz, 1870 veröffentlichte er dort die Geschichte der Quellen und der Literatur des kanonischen Rechts, das bis heute als Standardwerk zu den frühen Kanones-Sammlungen und ihrer Überlieferung gilt. Ebenfalls in Graz veröffentlichte er die Schrift Neun Kapitel über freie Kirche und Wissenfreiheit (1876). Von 1871 bis 1894 lehrte er an der Universität Wien. Er trat gegen das Unfehlbarkeitsdogma auf, distanzierte sich 1882 jedoch ausdrücklich von den Altkatholiken. Sein Hauptarbeitsgebiet war die kanonistische Quellenforschung. 1873 wurde er Mitglied der Wiener Akademie der Wissenschaften. Ab 1885 war er zudem Mitglied des österreichischen Herrenhauses. Im selben Jahr wurde er Ehrenmitglied der katholischen Studentenverbindung KÖStV Austria Wien. Seit 1891 war er auswärtiges Mitglied der Bayerischen Akademie der Wissenschaften. 1882 nahm er mit seinem Werk Ueber die Gründe des Kampfes zwischen dem heidnischen Staate und dem Christentum Einfluss auf den preußischen Kulturkampf. Er ist bestattet auf dem Friedhof Wilten in Innsbruck.

## Schriften (Auswahl)
- Geschichte der Quellen und der Literatur des canonischen Rechts im Abendlande bis zum Ausgange des Mittelalters. Vol. 1: Die Rechtssammlungen bis zur Mitte des 9. Jahrhunderts. Leuschner & Lubensky, Graz 1870 (Digitalisat – Internet Archive; Die weiteren geplanten Bände sind nie erschienen).